# Effluent

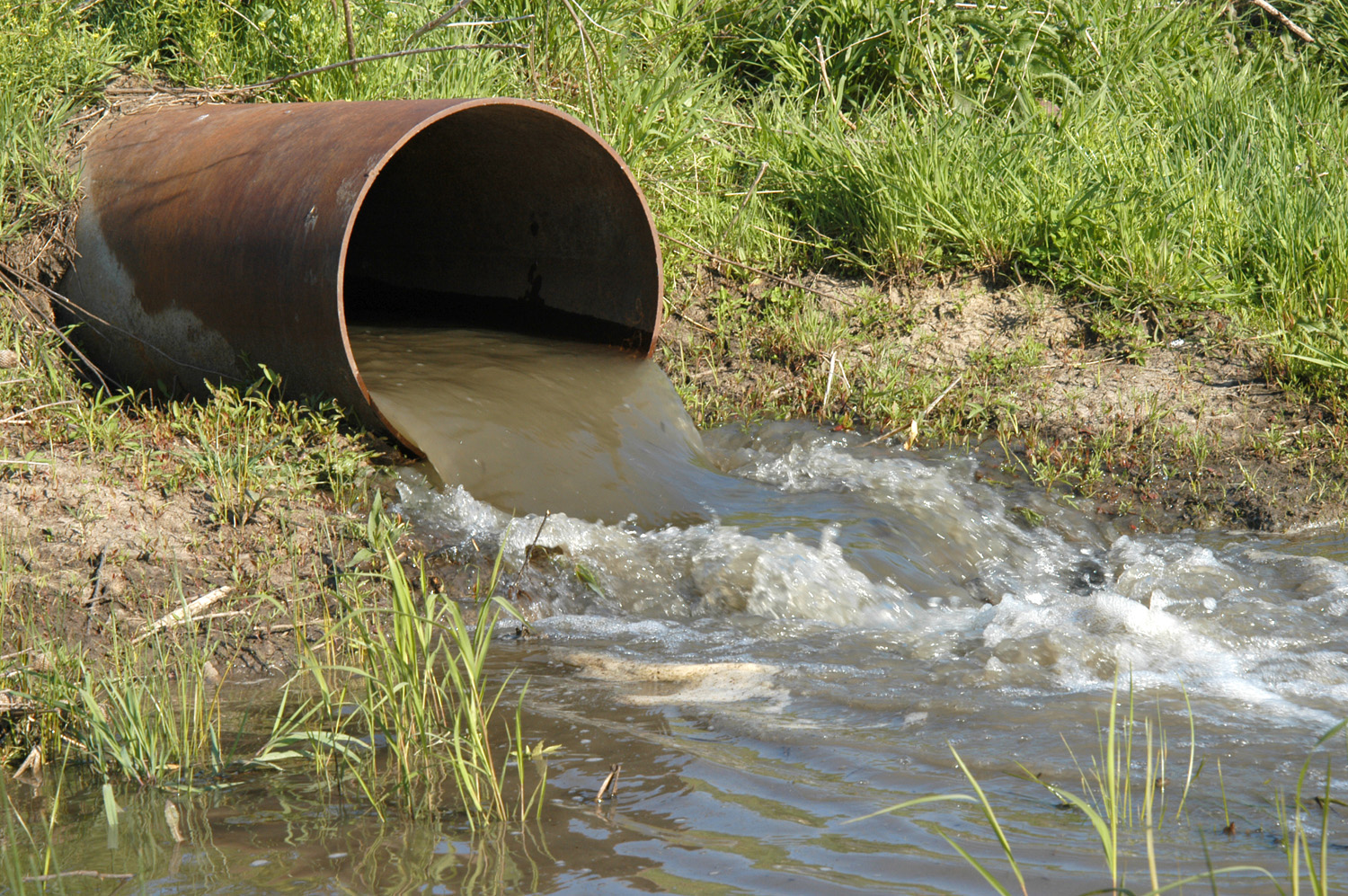
Rejet des eaux usées

Effluent peut avoir le sens général d'eau usée, plus particulièrement celui d'un écoulement d'eau ou de gaz vers une masse d'eau naturelle, à partir d'une structure telle qu'une station de traitement des eaux usées, une conduite d'égout ou un émissaire industriel. L'effluent, en ingénierie, est le flux sortant d'un réacteur chimique.
L'ISO 6107-1:2004 - Qualité de l'eau — Vocabulaire — Partie 1: définit l'effluent comme l'« eau ou eau résiduaire provenant d'une enceinte fermée telle qu'une station de traitement, un complexe industriel ou un étang d'épuration ».

## Contexte
En anglais, « effluent » est défini par l'Environmental Protection Agency des États-Unis comme des eaux usées - traitées ou non - qui s'écoulent d'une station d'épuration, d'un égout ou d'un exutoire industriel. Il se réfère généralement aux déchets rejetés dans les eaux de surface. Le Compact Oxford English Dictionary définit les effluents comme des déchets liquides ou des eaux usées déversées dans une rivière ou dans la mer.
L'effluent au sens artificiel est en général considéré comme une pollution de l'eau, telle la sortie d'une station d'épuration ou le rejet d'eaux usées des installations industrielles.

## Cas particuliers
Dans le cadre des stations d'épuration des eaux usées, l'effluent qui a été traité est parfois appelé effluent secondaire (secondary effluent), ou effluent traité (treated effluent). Cet effluent plus propre est ensuite utilisé pour nourrir les bactéries dans les biofiltres.
Dans le contexte d'une centrale thermique (centrales nucléaires notamment), la sortie des systèmes de refroidissement peut s'exprimer en termes d'effluents.
Dans le traitement de la betterave sucrière, les effluents sont souvent déposés dans des réservoirs d'eau qui permettent à l'eau contaminée par la boue de se déposer. La boue coule vers le bas, laissant la partie supérieure de l'eau claire, libre d'être pompée dans la rivière ou d'être réutilisée dans de nouveaux processus.
Les effluents d'abattoirs et d'hôpitaux peuvent poser des problèmes spécifiques en raison des microbes pathogènes qu'ils peuvent contenir (antibiorésistants éventuellement) et des résidus de médicaments,.